# Magliolo
Magliolo ( Maggiêu, Maggeu o Maggiö in ligure) è un comune italiano di 975 abitanti della provincia di Savona in Liguria.

## Geografia fisica

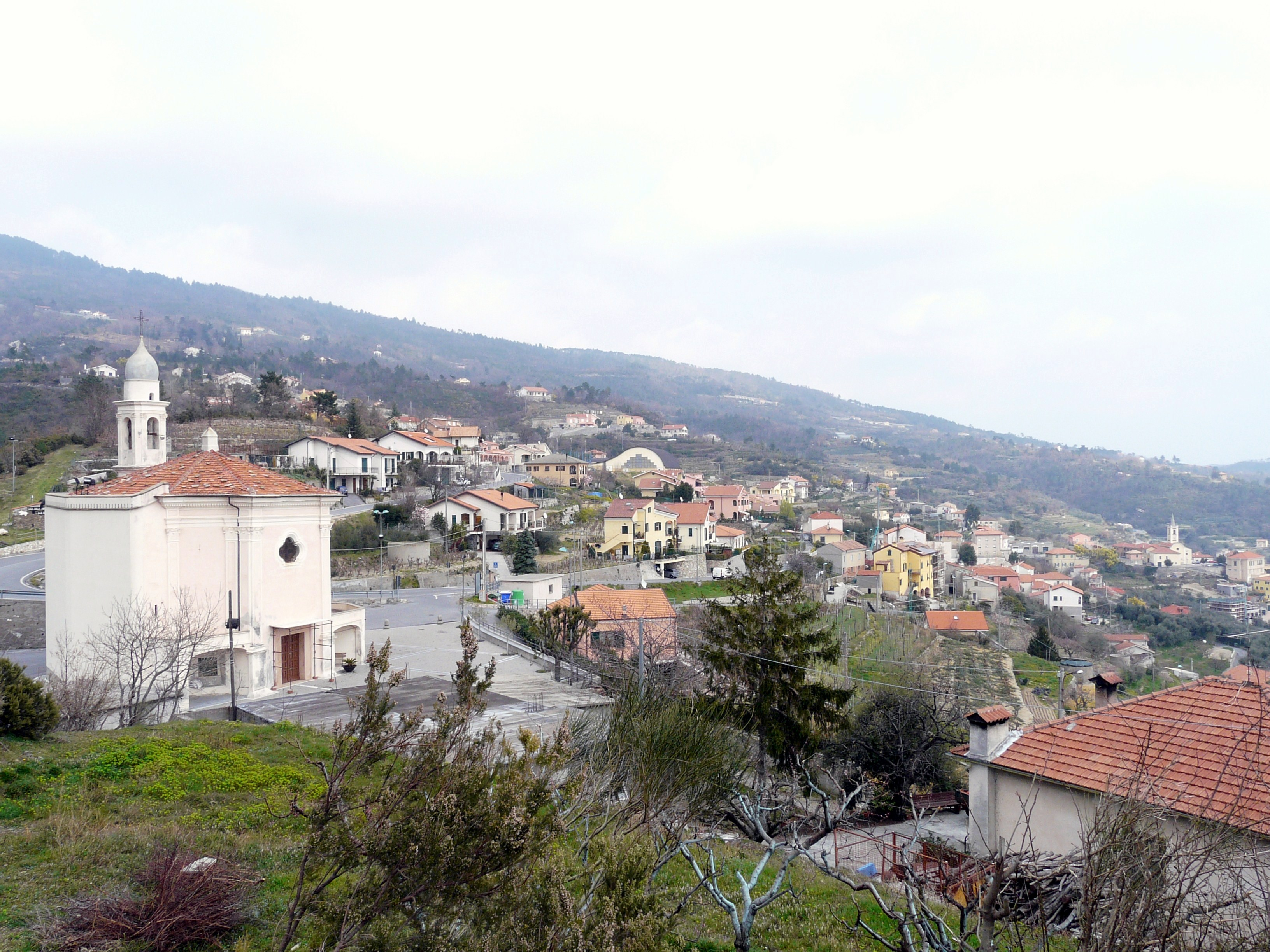
Altro scorcio del territorio magliolese

Il comune si sviluppa lungo il torrente Maremola nella valle omonima, che sfocia in mare a Pietra Ligure, con sorgente a quota 650 m s.l.m., della lunghezza di 14,80 km, pescoso (anguille) e fino a qualche decennio fa habitat naturale della lontra comune.
Il territorio comunale è compreso tra i 100 m e i 1.335 m s.l.m., con un'escursione altimetrica complessiva di 1.235 m.
La vegetazione prevalente dell'ambiente circostante è quella tipica della macchia mediterranea, che si mescola gradatamente, sulla linea di confine naturale Alpi-Appennini, a quella tipicamente alpina, procedendo verso l'alto ed il vicino spartiacque Tirrenico-Padano e Continentale.
La ricchezza e la varietà della natura sono unici, infatti qui vi è l'unico caso in Europa di un punto d'incontro di tre regioni biogeografiche (mediterranea-alpina-continentale), un vero e proprio laboratorio di biodiversità, regno degli uccelli rapaci che nidificano tra le rupi, ed habitat ideale per il prolifico cinghiale ed il raro lupo (anticamente in questi boschi dimoravano gli orsi).
Molti altri animali selvatici vivono nei boschi di Magliolo e della provincia di Savona, tra i mammiferi segnalati, meritano di essere ricordati la donnola, la faina, la puzzola, il riccio, lo scoiattolo, il tasso, la volpe, la lepre, la barda, la martora, il ghiro, il gatto selvatico ed altri importanti ungulati quali il capriolo e il daino.
Nei vari boschi di tutto il territorio magliolese ci sono frequenti castagneti, che consentono in stagione un'abbondante raccolta di castagne e funghi. Il territorio è un continuo saliscendi attraverso valloni con cascatelle e pozze di acqua limpida arricchite da sorgenti tutto l'anno.
Si trovano nel territorio comunale un SIC - Sito di importanza comunitaria monte Carmo di Loano-monte Settepani ed un'area protetta provinciale (IV-Sistema Ambientale Monte Carmo) a dimostrazione del grande interesse naturalistico di tutto il comprensorio, che ha saputo coniugare natura e millenaria presenza dell'uomo in simbiosi ed equilibrio.
Interessanti gli affioramenti di roccia dolomitica della zona carsica compresa tra la valle Maremola e la valle Varatella, separate da alcuni rilievi come il bric Aguzzo (1.079 m) e il bric Tampa (846 m), alle pendici del quale si apre la grotta degli Scogli Neri.
I molti sentieri consentono itinerari panoramici e naturalistici che si ricongiungono al colle del Melogno, compreso il sentiero delle Terre Alte che proviene da Toirano e si incrocia con l'Alta Via dei Monti Liguri.
La zona offre un ambiente continentale-montano di notevole interesse, ricco di fauna e ospitante specie botaniche alpine al limite della loro distribuzione geografica, e del mar Ligure a sud che, data la quota di osservazione, si confonde tra i monti e il cielo offrendo uno scenario magnifico (nelle giornate fresche e asciutte e terse di tramontana nelle prime ore del mattino si possono scorgere al largo i monti della Corsica) e verso nord si può notare in posizione dominante la Rocca Cucca (oltre gli 800 m) che sovrasta con autorevolezza la frazione, montagna visibile anche dalla foce del Maremola dalla passeggiata a mare di Pietra Ligure proprio al centro dello scenario montano, e a poca distanza verso nord il Bric Gettina (1.025 m).
Una imponente e storica grande pineta scende lungo il ripido pendio della Rocca Cucca e le fa da contorno e, appena sotto, da quelle parti si trova la storica strada detta "Napoleonica", che collegava la costa all'entroterra di Calizzano, luogo storico di movimenti di truppe napoleoniche e sabaudo-austriache nelle antiche battaglie della campagna d'Italia (celebre la battaglia di Loano, ove si scontrarono i soldati francesi contro gli austro-piemontesi), strada sterrata oggi ancora percorribile con escursioni a piedi, a cavallo o in mountain bike.

## Storia

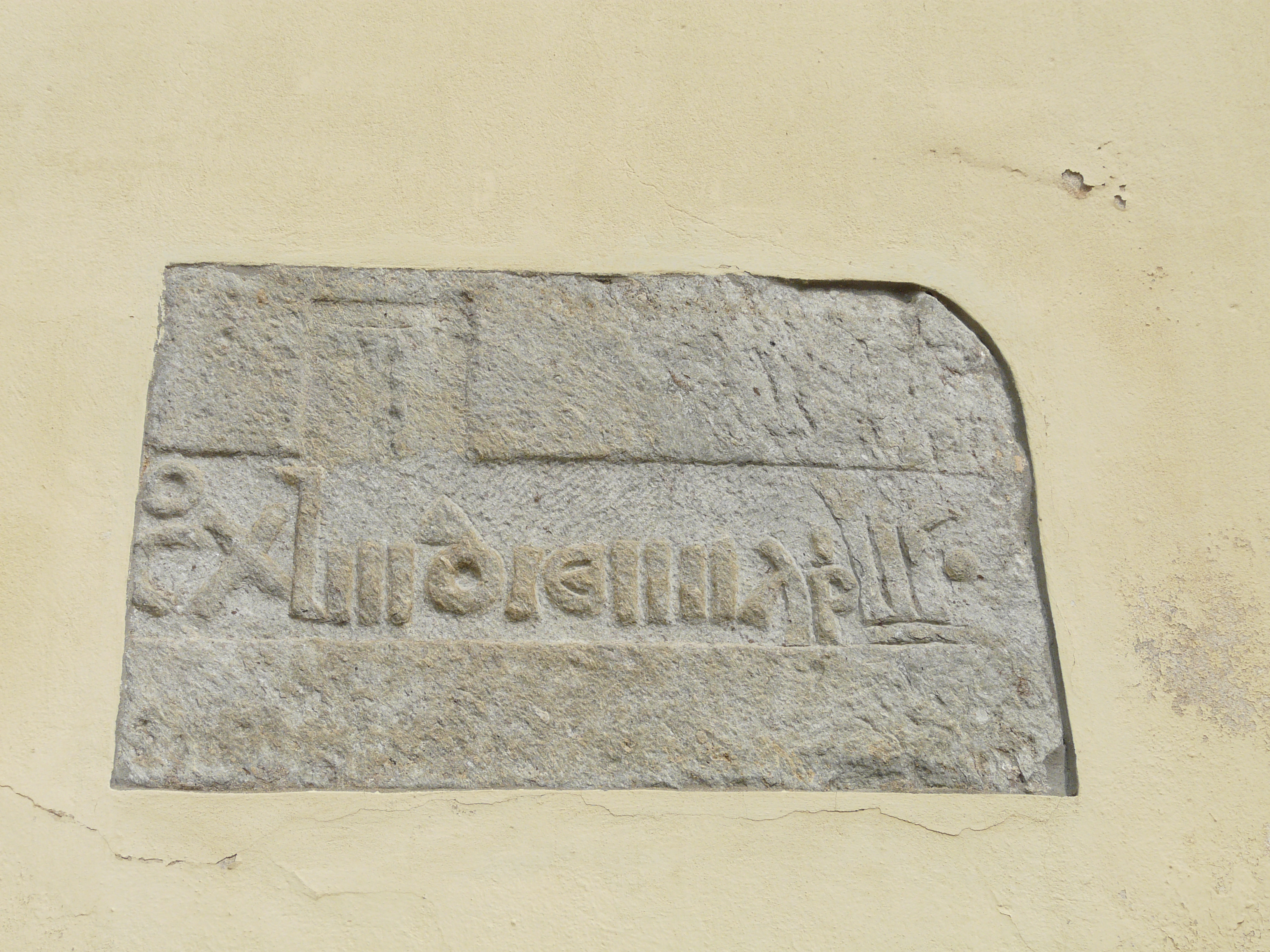
Antica lapide della facciata della chiesa parrocchiale di Sant'Antonio abate

Secondo le notizie storiche il toponimo "Magliolo" potrebbe derivare dalla parola in lingua latina Malleulus - Magliuolo, un tralcio di vite che si trapianta per farlo abbarbicare, tesi sostenuta anche dallo storico Nino Lamboglia.
L'insediamento del comune di Magliolo è probabilmente il più antico della valle del Maremola. Si fa risalire la sua origine tra l'VIII e il V secolo a.C., ad opera della tribù dei Liguri autoctoni che colonizzarono le primitive terre.
Come le altre comunità confinanti - Tovo San Giacomo, Bardino Vecchio e Bardino Nuovo - fece parte della Marca Aleramica e successivamente diventò possesso dei vescovi di Albenga.
Divenuto dominio del Marchesato di Finale, venne poi venduto alla Spagna nel 1598, assieme a tutti gli altri territori appartenenti all'antico marchesato.
I Del Carretto erano una famiglia feudale ligure, discendente da Enrico I Del Carretto, detto il "Guercio", (XII secolo), marchese di Savona. Avversari di Genova, con cui ebbero varie contese, i Del Carretto erano ghibellini, schierati prima con gli imperatori svevi, poi con i Visconti, con gli Sforza e infine con Carlo V d'Asburgo. Nel 1598 l'ultimo marchese, Sforza Andrea, vendette Finale alla corona spagnola, che tenne il marchesato sino al 1713.
La Repubblica di Genova riuscì ad acquistare il marchesato, pagando 46 tonnellate di monete d'argento all'imperatore Carlo VI d'Asburgo, parente degli ultimi re Asburgo di Spagna. Nel 1795 il marchesato fu coinvolto dalle battaglie tra l'esercito austro - piemontese ed i francesi guidati da Napoleone Bonaparte.
Con la dominazione francese il territorio di Magliolo rientrò dal 2 dicembre 1797 nel Dipartimento del Letimbro, con capoluogo Savona, all'interno della Repubblica Ligure. Dal 28 aprile 1798 con i nuovi ordinamenti francesi, fece parte del IV Cantone, capoluogo Bardino, della Giurisdizione delle Arene Candide e dal 1803 centro principale del V Cantone delle Arene Candide nella Giurisdizione di Colombo. Annesso al Primo Impero francese, dal 13 giugno 1805 al 1814 fu inserito nel Dipartimento di Montenotte.
Nel 1815 fu inglobato nella provincia di Albenga del Regno di Sardegna, così come stabilì il Congresso di Vienna del 1814, e successivamente nel Regno d'Italia dal 1861. Dal 1859 al 1926 il territorio fu compreso nel V mandamento di Pietra del circondario di Albenga facente parte della provincia di Genova; nel 1927 con la soppressione del circondario ingauno passò, per pochi mesi, nel circondario di Savona e, infine, sotto la neo costituita provincia di Savona.
Dal 1973 al 31 dicembre 2008 ha fatto parte della Comunità montana Pollupice e, con le nuove disposizioni della Legge Regionale n° 24 del 4 luglio 2008, ha fatto parte fino al 2011 della Comunità montana Ponente Savonese.
Dal 4 dicembre 2014 alla primavera del 2015 ha fatto parte dell'Unione dei comuni della Riviera delle Palme e degli ulivi e dal 2015 al maggio 2018 dell'Unione dei comuni della Val Maremola.

### Simboli
Stemma
Gonfalone

Lo stemma e il gonfalone sono stati concessi con il decreto del presidente della Repubblica del 29 gennaio 2003. 

## Monumenti e luoghi d'interesse

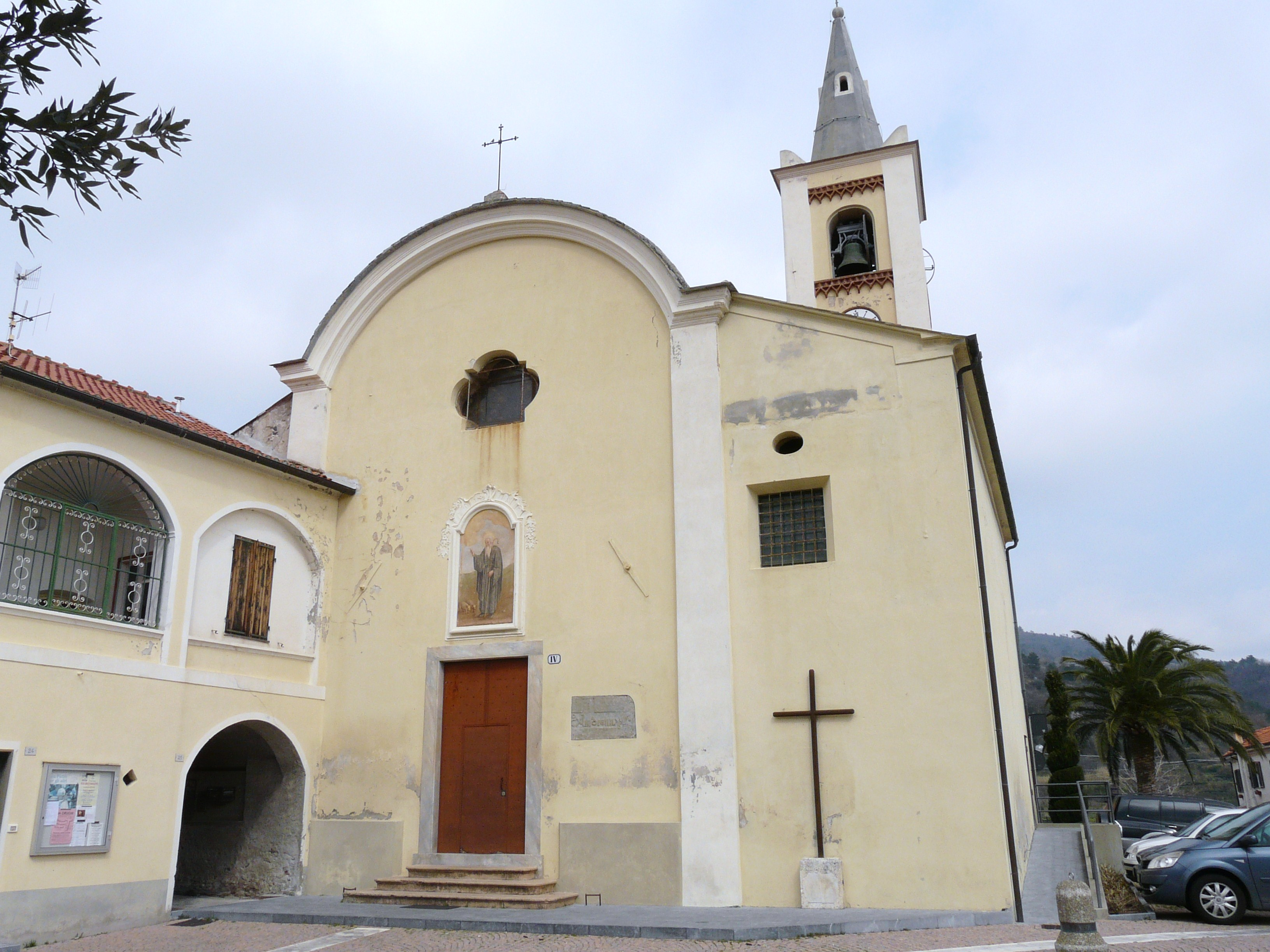
La parrocchiale di Sant'Antonio abate nel capoluogo

### Architetture religiose
- Chiesa parrocchiale di Sant'Antonio Abate nel capoluogo, risalente al 1443. Presenta sulla facciata un'epigrafe recante la scritta "1443 DIE 4 APRILIS" (4 aprile 1443); il campanile, del XV secolo, è a due piani con bifore.
- Santuario dei Santi Cosma e Damiano, risalente al 1716, edificato su una precedente struttura del XVII secolo. L'edificio è posto all'estremo levante del capoluogo, su un contrafforte.
- Cappella della Madonna della Misericordia nella borgata di Finocchi.
- Cappella della Madonna della Misericordia nella frazione di Isallo.
- Cappella della Madonna di Lourdes nella frazione di Melogno, edificata nel 1896.
- Cappella di San Bernardo nella borgata di San Bernardo.
- Cappella della Madonna del Buon Consiglio nella borgata di Staricco.

### Architetture civili
- Ponte in pietra del XVII secolo nella frazione di Isallo.

### Aree naturali
Tra i territori comunali di Magliolo, Bardineto, Bormida, Boissano, Calizzano, Castelvecchio di Rocca Barbena, Giustenice, Loano, Osiglia, Pietra Ligure, Rialto e Toirano è presente e preservato un sito di interesse comunitario, proposto dalla rete Natura 2000 della Liguria, per il suo particolare interesse naturale, faunistico e geologico. Il sito è collocato nell'area boschiva tra il monte Carmo di Loano e il monte Settepani in cui insistono foreste, praterie, versanti rupestri, cavità di interesse speleologico e formazioni carsiche; nella stessa area è presente la Foresta regionale della Borbottina. Oltre alle zone boschive comprensivi di faggi, pini silvestri e abeti bianchi, sono segnalate le presenze del rododendro, del ginepro nano del Bric Agnellino, la campanula di Savona (Campanula sabatia), la genziana ligure (Gentiana ligustica), le orchidee, la primula marginata (Primula marginata), lo zafferano ligure (Crocus ligusticus) e l'arnica montana (Arnica montana). Tra le specie animali il pesce sanguinerola (Phoxinus phoxinus) e il gambero di fiume (Austropotamobius pallipes); tra i mammiferi il gatto selvatico (Felis silvestris) e alcuni rinolofi della specie dei chirotteri (Rhinolophus ferrumequinum, Rhinolophus euryale, Rhinolophus hipposideros). I boschi sono popolati da cinghiali, volpi e daini.
Nel territorio sono presenti tre grotte dette del Partigiano, dell'Armusso e degli Inglesi, ricche di testimonianze archeologiche dell'età preistorica.

## Società

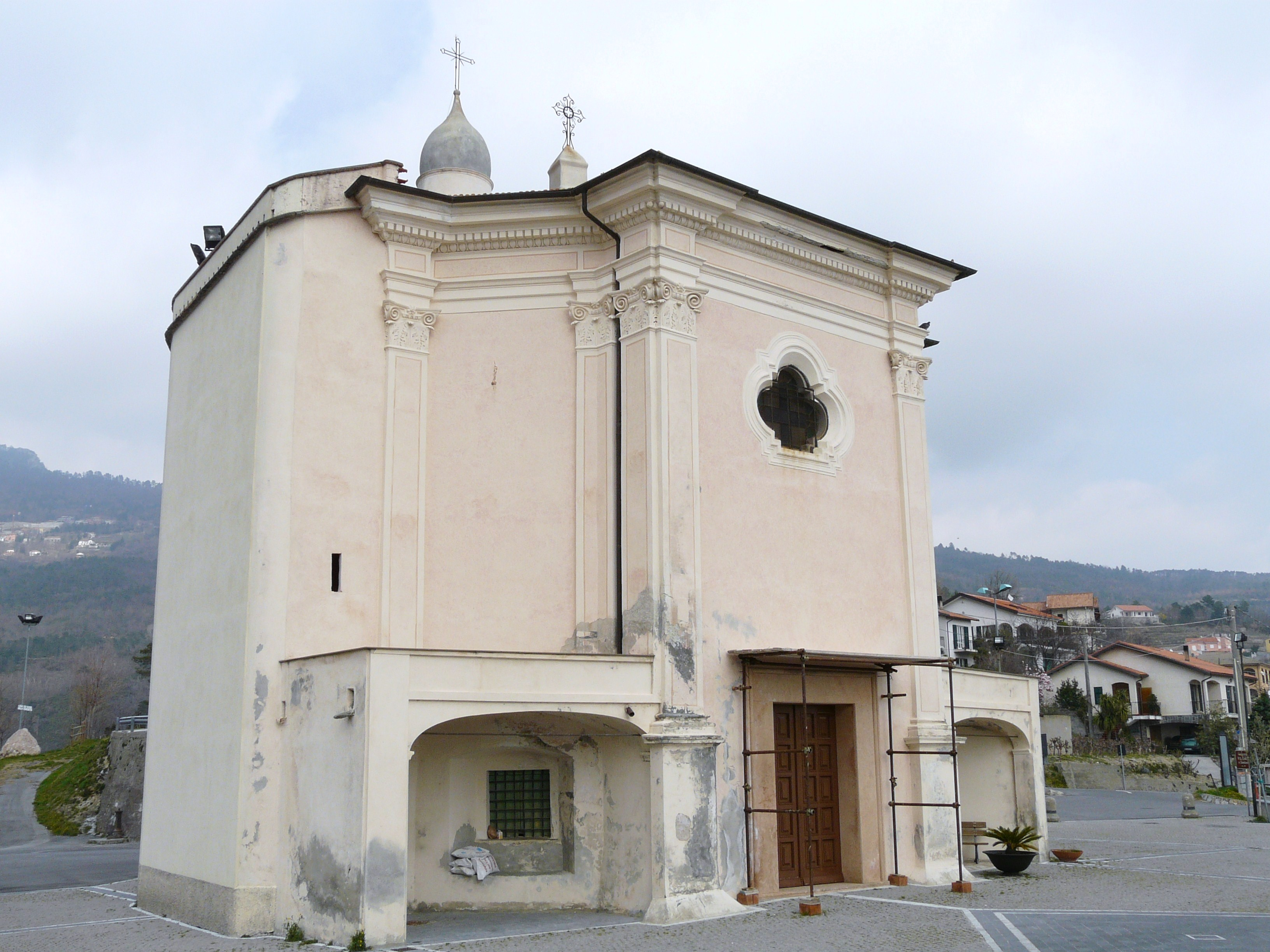
Il santuario dei Santi Cosma e Damiano

### Evoluzione demografica
Abitanti censiti

### Etnie e minoranze straniere
Secondo i dati Istat al 31 dicembre 2019, i cittadini stranieri residenti a Magliolo sono 40.

### Istituzioni, enti e associazioni
- Associazione culturale Entroterra, costituita nel marzo 2003 come associazione no-profit.

## Geografia antropica

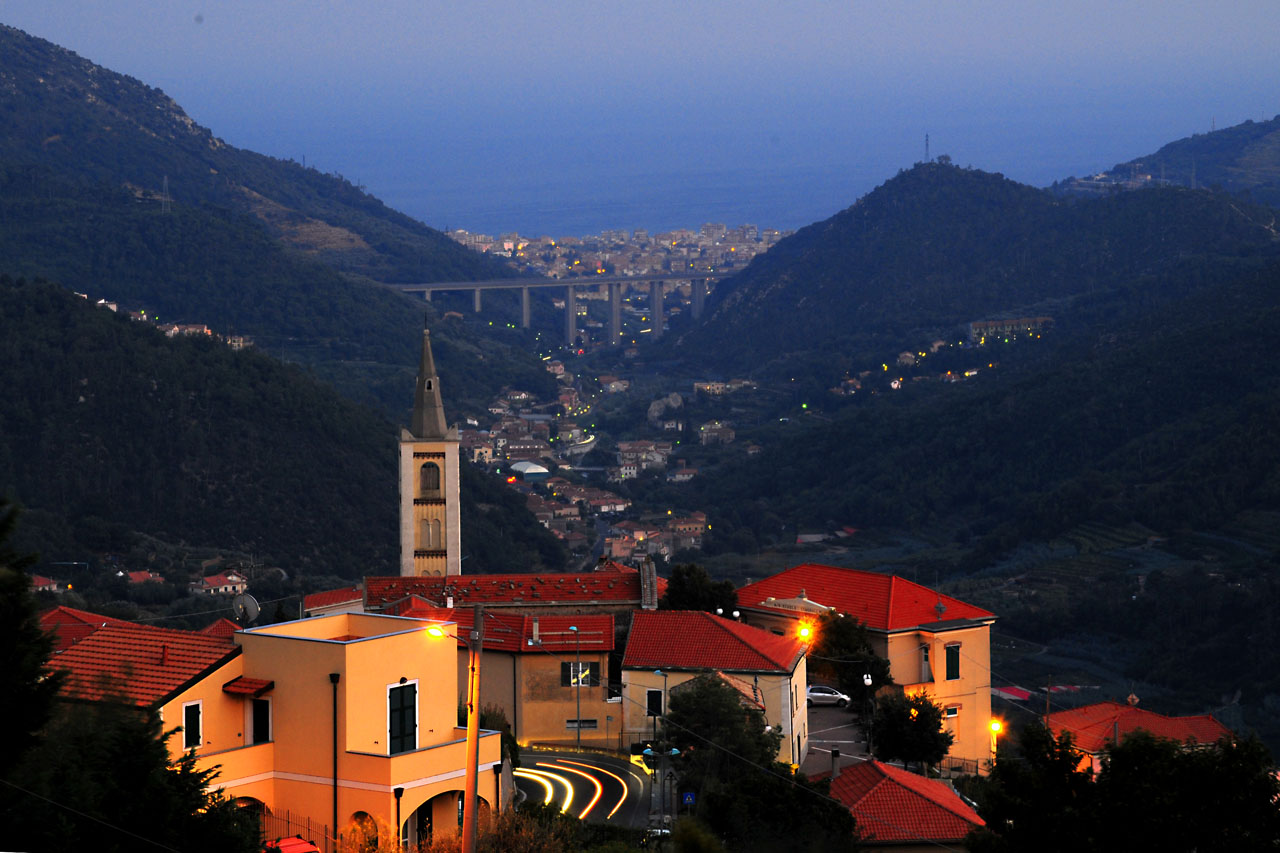
Scorcio di Magliolo e, verso meridione, della costa tra Pietra Ligure e Borgio Verezzi.

Il territorio comunale è formato da una quindicina di borgate e da tre principali frazioni quali Canova, Isallo e Melogno per una superficie territoriale di 19,57 km².
Confina a nord con i comuni di Calizzano, Osiglia, Bormida e Rialto, a sud con Giustenice, ad ovest con Calizzano e Bardineto, ad est con Rialto e Tovo San Giacomo.
Lungo la strada provinciale 490 del Colle del Melogno, all'altezza del forte del Melogno (situato nel comune di Calizzano), si trova la cima del Colle, a pochi passi dalla frazione Melogno, poco dopo le Case Morelli con la loro piccola chiesa con l'esterno fregiato in marmo bianco e nero, in stile tipico ligure; qui siamo a quota 1.028 m, un'importante tappa della Alta Via dei Monti Liguri.
Scendendo verso il mare, ancora lungo la SP 490, in mezzo ai boschi naturali delle Alpi Marittime, sempre sul versante mare, si incontra la frazione Canova, che domina la val Maremola, che grazie alla posizione ed al clima vive negli anni 2000 una fase di vivace sviluppo urbanistico, con alcuni gruppi di case antiche tipiche liguri e nuove aggraziate villette incastonate nel verde e sparse in un largo raggio che ruotano intorno allo storico vecchio nucleo abitato, mediamente a circa 620 m s.l.m..
La frazione dista circa 5 km dal centro di Magliolo, e circa 4 km dalla cima del colle del Melogno, e circa 6 km da Gorra (frazione di Finale Ligure), adagiata sulla montagna in una posizione invidiabile.
Da Canova il panorama consente la vista del monte Carmo di Loano (1.389 m) verso est, e verso nord-est del monte Settepani (1.386 m) sede di una stazione meteorologica.
Nella frazione di Isallo (Via del Ferro) vi sono importanti resti di archeologia industriale della "Ferriera", attiva dal 1730 al 1860, che ha portato per molti anni benessere agli abitanti di Magliolo. La vecchia storica fabbrica, un gioiello di notevole interesse architettonico, è ubicata in una zona ricca di acque e di boschi che servivano per ricavare il carbone di legna quale combustibile. Il minerale di ferro proveniva invece via mare dalle miniere dell'Isola d'Elba, veniva sbarcato in spiaggia a Pietra Ligure e poi trasportato a dorso di mulo fino a Isallo. Di ritorno i muli trasportavano i semilavorati e i pregiati manufatti di ferro che venivano poi reimbarcati su navi di armatori locali sempre a Pietra Ligure, e destinati via mare a terre lontane (si ha traccia fino alle foci del Danubio).

## Economia
L'economia locale si basa principalmente sul turismo con la presenza sul territorio magliolese di diverse strutture ricettive. Sono presenti e attive anche varie attività artigianali legate all'edilizia, al commercio alimentare al dettaglio, alla ristorazione e all'accoglienza (hotel e B&B).
Importante è storicamente l'agricoltura, con la coltivazione delle pesche, delle albicocche, del pomodoro, del basilico, dell'oliva Taggiasca e della vite, con la produzione di olio di oliva e vino nelle tipiche qualità locali. Significativa la produzione di miele di castagne, e la raccolta dei funghi. Magliolo è nella zona di produzione delle olive destinate alla produzione di olio extravergine di oliva a Denominazione di Origine Controllata "Riviera Ligure", accompagnata dalla Menzione Geografica Aggiuntiva "Riviera del Ponente Savonese".
Tra i vini il bianco Lumassina è il vino più caratteristico della zona, insieme al delicato Barbarossa e a vari Nostralini; è anche terra di Vermentino, un bianco il cui vitigno viene coltivato nell'intero comprensorio, in ultimo il Rossese.
Si è anche molto sviluppata di recente la cultura di altre piante ornamentali ricercate come l'eucalyptus, dal profumo intenso, che si accompagnano a corredo della vendita dei fiori, di cui una buona parte viene anche esportata nel nord Europa, trasportata con camion refrigerati che garantiscono tempi di consegna contenuti, preservando la qualità del prodotto.
In località Isorelle nel bosco a circa 4 km dal centro di Magliolo, raggiungibile con una strada sterrata, c'è un allevamento di cani della razza nordica Karelian Bear Dog (Cane da orso della Carelia), una razza rara e molto aggraziata.

## Infrastrutture e trasporti

### Strade
Il territorio di Magliolo è attraversato principalmente dalla strada provinciale 490 del Colle del Melogno che permette il collegamento con Calizzano, a nordovest, e Tovo San Giacomo verso sud; ulteriore arteria stradale è la provinciale 4, al bivio con la SP 490, transitante per il centro di Magliolo e Tovo San Giacomo.
Varie strade locali molto suggestive e panoramiche, spesso ripide e tortuose, attraversano la valle tra terrazze coltivate e graziose abitazioni con tipici giardini e serre, collegando Magliolo con il fondo valle di Tovo San Giacomo e Pietra Ligure e la strada costiera, detta vecchia Aurelia.

### Mobilità urbana
Il servizio pubblico di mobilità urbana è gestito dalla società TPL Linea con collegamenti quotidiani con Finale Ligure e Pietra Ligure.

### Eliporto
Sul territorio insiste un campo di atterraggio per elicotteri per la Protezione Civile e le forze di sicurezza, in difesa della popolazione montana e del territorio circostante, essenziale per le attività di pronto intervento, organizzazioni che in loco si possono giovare di sedi distaccate della Croce Rossa Italiana e di Squadre Antincendio della Protezione Civile.

## Amministrazione

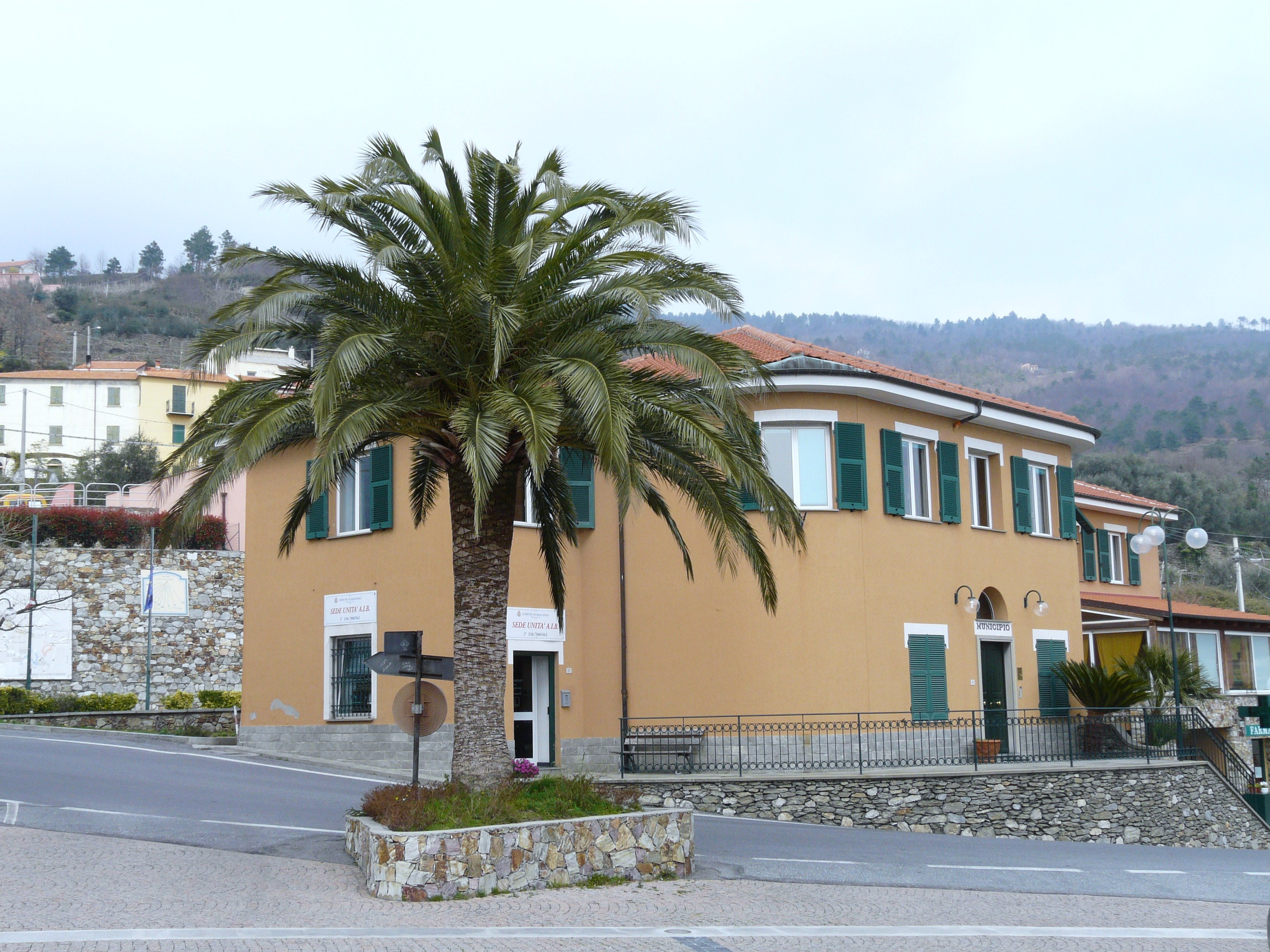
Il municipio

| Periodo        | Periodo        | Primo cittadino    | Partito                        | Carica  | Note |
| -------------- | -------------- | ------------------ | ------------------------------ | ------- | ---- |
| 1º giugno 1985 | 28 maggio 1990 | Vincenzo Lanfranco | Democrazia Cristiana           | Sindaco |      |
| 28 maggio 1990 | 24 aprile 1995 | Vincenzo Lanfranco | lista civica                   | Sindaco |      |
| 24 aprile 1995 | 14 giugno 1999 | Vincenzo Lanfranco | lista civica                   | Sindaco |      |
| 14 giugno 1999 | 14 giugno 2004 | Vincenzo Lanfranco | lista civica                   | Sindaco |      |
| 14 giugno 2004 | 8 giugno 2009  | Salvatore Catania  | lista civica                   | Sindaco |      |
| 8 giugno 2009  | 26 maggio 2014 | Enrico Lanfranco   | Magliolo domani (lista civica) | Sindaco |      |
| 26 maggio 2014 | 27 maggio 2019 | Enrico Lanfranco   | Magliolo domani (lista civica) | Sindaco |      |
| 27 maggio 2019 | 10 giugno 2024 | Enrico Lanfranco   | Magliolo domani (lista civica) | Sindaco |      |
| 10 giugno 2024 | in carica      | Enrico Lanfranco   | Magliolo domani (lista civica) | Sindaco |      |

## Sport
- Associazione Sportiva Magliolo 88.